# Mutsuo Naganuma
Mutsuo Naganuma (jap. 長沼六男 Naganuma Mutsuo; * 1945 in der Präfektur Nagano, Japan) ist ein japanischer Kameramann.
1968 trat er dem Produktionsstudio Shōchiku bei und arbeitete dort als Kameraassistent. Der 1978 erschienene Film Shin Ningen Shikkaku war sein erstes unabhängiges Werk als Kameramann. In den 1980er Jahren arbeitete er unter anderem mit dem Regisseur Shinji Sōmai zusammen an dessen preisgekrönten Arbeiten Gyoei no mure und Hikaru onna.
1985 erschien Genji Nakamuras Go for Break. Bei dem Actionfilm über eine Gruppe von Oberschülern, die eine andere Oberschule bewaffnet überfällt, um Geld zu erpressen, war Naganuma für die Kamera ebenso zuständig wie bei dem 26. Zatōichi-Film von Regisseur, Hauptdarsteller, Produzent und Drehbuchautor Shintarō Katsu. Anerkennung wurde ihm durch seine Mitarbeit an Junya Satos Drama O-Roshiya-koku suimu-dan zuteil, für das er bei der Verleihung der Japanese Academy Awards 1993 seine erste Nominierung und gleichzeitig seinen ersten Sieg in der Kategorie Beste Kamera erhielt.
Für Tamasaburo Bandos Sehnsucht und für Yōji Yamadas Gakko war er im darauffolgenden Jahr erneut nominiert, wurde aber nicht ausgezeichnet. Gakko markierte die erste Zusammenarbeit zwischen ihm und Yōji Yamada. Neben den drei Fortsetzungen von Gakko, für die er zwei weitere Male bei den Japanese Academy Awards nominiert war, entstand unter Yamadas Regie auch das Samurai-Drama Samurai der Dämmerung (2002). Für die Kamera bei Samurai der Dämmerung, die laut einem Kritiker „[…] meist aus der typisch japanischen Tiefebene, aber einfach so, ohne formalen Ehrgeiz [beobachtet]“, erhielt er 2003 den Japanese Academy Award und den Kamerapreis beim Mainichi-Filmwettbewerb. 2005 war er erneut für den Japanese Academy Award nominiert, für einen weiteren Historienfilm Yamadas, The Hidden Blade, und Kiyoshi Sasabes Mysteryfilm Hanochi.
2006 übernahm er die Kamera bei Yōji Yamadas Drama Love and Honor – Bushi no ichibun über die Beziehung eines blinden Samurais zu seiner Ehefrau. Bei den Japanese Academy Awards 2007 konnte er sich mit Bushi no ichibun unter anderem gegen Hideo Yamamoto durchsetzen und gewann seinen dritten Japanese Academy Award.

## Filmografie (Auswahl)
- 1978: Shin Ningen Shikkaku
- 1983: Kigeki fushigi-na kuni: Nihon
- 1983: Gyoei no mure
- 1985: Seijo densetsu
- 1985: Go for Break (V Madonna: daisenso)
- 1985: Kids
- 1987: Seishun kakeochi-hen
- 1987: Hikaru onna
- 1988: Crazy Boys
- 1989: Zatōichi
- 1992: O-Roshiya-koku suimu-dan
- 1993: Kekkon
- 1993: Gakko
- 1993: Sehnsucht (Yume no onna)
- 1996: Gakko II
- 1998: Gakko III
- 1998: Ah haru
- 2000: Tsuribaka nisshi: Eleven
- 2000: 15-Sai: Gakko IV
- 2002: Samurai der Dämmerung (Tasogare Seibei)
- 2004: Hanochi
- 2004: Yudan taiteki
- 2004: The Hidden Blade (Kakushi ken oni no tsume)
- 2006: Love and Honor – Bushi no ichibun (Bushi no ichibun)
- 2008: Kabei